# Neoscona bomdilaensis
Neoscona bomdilaensis är en spindelart som beskrevs av Biswas 2006. Neoscona bomdilaensis ingår i släktet Neoscona och familjen hjulspindlar. Inga underarter finns listade i Catalogue of Life.